# Jens Lehmann (football)
Pour les articles homonymes, voir Jens Lehmann et Lehmann.
Jens Lehmann, né le 10 novembre 1969 à Essen en Allemagne de l'Ouest, est un footballeur international allemand évoluant au poste de gardien de but entre 1989 et 2011.

## Biographie

### Début et formation (avant 1987)
Jens Lehmann commence à jouer au football à l'âge de quatre ans. À 7 ans, il s'inscrit dans le club du DJK Heisingen et évolue au poste d'attaquant. Entre 1978 et 1987, il joue au côté d'Oliver Bierhoff au Schwarz-Weiss Essen et joue déjà exclusivement en tant que gardien de but.

### Dix saisons à Schalke (1987-1998)
À 17 ans, il signe un contrat avec le  FC Schalke 04.
L'année de ses 19 ans est sa première saison professionnelle et Schalke échappe à la relégation en D3. Lors de son troisième exercice, Lehmann et Schalke réussissent à revenir en Bundesliga en remportant la 2. Bundesliga 1990-1991. Lehmann joue 34 matchs cette saison et encaisse seulement 25 buts.
Pour sa première saison (1991-1992) en Bundesliga, Lehmann est confirmé dans le but de Schalke, il joue 37 des 38 matchs de championnat. Après que l'équipe a longtemps joué une place en Coupe UEFA, elle finit à la 11e place. 
Lors de la saison 1992-1993, Lehmann connait sa première grosse blessure avec une rupture des ligaments croisés et une déchirure du ménisque avec capsulotomie, sa future carrière est un temps en danger. Il retrouve le terrain lors de la 6e journée de la saison suivante (1993-1994). Après qu’il a encaissé 3 buts en 27 minutes lors d'un match contre Leverkusen, ses fans exigent avec véhémence son remplacement. Jörg Berger abdique et le remplace par Holger Gehrke à la mi-temps. Lehmann ne voit pas la fin du match depuis le banc de touche et rentre chez lui sans autorisation.
Lehmann attaque la saison 1994-1995 en tant que gardien incontesté : il n'a raté que 2 matchs lors des 4 exercices précédents. Le 12 mars 1995 lors d'une victoire 6-2 face au TSV Munich 1860, Lehmann marque le but du 6-1 sur penalty. Schalke est maintenant connu pour son excellent gardien qui, avec 36 buts, possède la meilleure défense de la Bundesliga lors de la saison 1995/96, et le 3e meilleur total du club depuis 20 ans. 
Lors de la saison 1996-1997, Schalke remporte son plus grand succès en gagnant la Coupe UEFA. Lehmann est décisif lors de la séance de tirs au but en finale en arrêtant 2 penalty adverses.
Il est le 1er gardien de l'histoire de la Bundesliga à marquer un but dans le jeu : à la 90e minute du derby contre le Borussia Dortmund il marque de la tête sur corner et permet à son club d'égaliser à 2-2 contre le grand rival voisin de Schalke 04. Le club termine 12e du championnat. 
En tant que champion en titre, Schalke participe tout de même à la Coupe UEFA 1997-1998 et atteint les quarts de finale, où ils perdent face au futur vainqueur, l'Inter Milan. En championnat, Schalke n'encaisse que 32 buts en 34 matches et décroche la 5e place qualificative pour l'Europe.

### Échec à l'AC Milan
En juillet 1998, Jens Lehmann signe pour la destination préférée des joueurs allemands de l'époque : l'Italie, et plus précisément le Milan AC. À 28 ans, Lehmann décide de relever un nouveau défi et paraphe un contrat de trois ans.
Il joue son premier match pour Milan le 12 septembre 1998, à l'occasion de la première journée de la saison 1998-1999 de Serie A face au Bologne FC. Titulaire, il garde sa cage inviolée et son équipe l'emporte par trois buts à zéro.
De mauvaises critiques fusent rapidement et il est envoyé sur le banc au profit de Sebastiano Rossi. En octobre 1998, Lehmann obtient une nouvelle chance de prouver son talent mais après seulement 27 minutes et un penalty concédé, il est remplacé définitivement par Rossi. À la fin du mois, des rumeurs fortes prétendent que Lehmann serait sur le point de quitter le club pour passer au Borussia Dortmund. Le 24 décembre 1998, il y est transféré pour 7 millions de marks.
Lehmann lui-même commente son départ prématuré de Milan : « Je ne peux plus le supporter. Je ne suis pas prêt à vivoter en remplacement de Rossi ».

### Résurrection à Dortmund (1999-2003)
À son retour en Allemagne, Dortmund se trouve à la 5e place du classement. Lehmann arrive comme le successeur de Stefan Klos.
En tant que joueur de longue date de Schalke 04, Lehmann a été bien accueilli par une partie seulement des supporters. Il joue son premier match pour Dortmund le 20 février 1999, contre le Hertha Berlin. Titulaire, il voit son équipe s'incliner par trois buts à zéro. Pour la seconde moitié de la saison, il participe à la qualification pour la Ligue des champions. Lehmann convainc tout le monde en quatre matches de championnat et aucune défaite. Cependant, lors d'un match contre Hansa Rostock, une faute à la 90e minute sur le capitaine adverse Timo Lange lui vaut la première expulsion de sa carrière en Bundesliga. Après une suspension de trois matches, il revient dans l'équipe et est hué durant les 90 minutes du match contre son club formateur du FC Schalke 04, ses anciens supporters le qualifient même de traître. Au cours des quatre dernières journées de la saison, Lehmann encaisse 4 buts, et Dortmund atteint la 4e place qualificative pour la Ligue des Champions.
La saison suivante (1999-2000), l'aspect agressif de Lehmann fait sensation sur le terrain. Son duel avec Oliver Kahn pour la place de titulaire en sélection attire l'attention des médias. Lors des 17 premiers matchs de la saison, seulement 13 ballons entrent dans ses filets. En revanche, la seconde moitié de la saison est extrêmement négative pour Lehmann, qui non seulement a glissé en milieu de tableau avec Dortmund, mais aussi récolte un nouveau carton rouge lors de la 24e journée pour un tacle rugueux. Dans les semaines précédentes, quelques erreurs dans le but du Borussia lui étaient déjà reprochées. Sans lui, Dortmund concède 3 défaites en trois matchs avec un danger de relégation mais le club finit 11e.
La saison 2000-2001 se déroule sans incident pour Lehmann. Seul son nombre élevé de cartons jaunes fait tache. Dans l'ensemble, il encaisse 40 buts durant ses 31 matchs cette saison et décroche la 3e place ouvrant la porte à l’Europe.
La saison 2001/02, devait être la confirmation pour Dortmund et son gardien. Avec de bonnes performances et une défense fermée à double tour, Dortmund est 2e derrière Leverkusen. Cette saison sera à nouveau fournie en termes de cartons jaunes et rouges pour Jens Lehmann mais cela ne l'empêche pas de remporter la Bundesliga 2002. Il aurait même pu réaliser le doublé avec la Coupe UEFA 2001-2002 sans cette défaite 3-2 en finale contre le Feyenoord Rotterdam.
La saison 2002/03 n'apporte pas autant de succès, en partie parce que l'équipe est handicapée par bon nombre de blessures. Néanmoins, le BVB est, à la trêve hivernale, en 2e position dans la lutte pour le titre. Ceci s'explique principalement par une défense à nouveau intraitable, qui permet de n'encaisser que 13 buts en 17 matchs. Lehmann demande à ne pas jouer le dernier match de championnat après avoir contracté une blessure à la cuisse durant l'entraînement.
Jens Lehmann commence la saison 2003-04 dans le but jaune et noir, il permet à Dortmund d'atteindre la demi-finale de la Coupe de la Ligue. Mais le désamour des fans du club et l'arrivée de Roman Weidenfeller, le poussent à trouver un nouveau club. C'est un départ vers un autre championnat d'Europe après sa tentative avortée en Italie. Pour son dernier match avec le BVB, il est exclu à la suite d'une faute dans la surface sur Kevin Kuranyi. Le lendemain, le transfert prend forme avec Arsenal pour une indemnité de transfert de 3,5 millions d'euros plus le transfert du gardien français Guillaume Warmuz d'Arsenal à Dortmund.

### Reconnaissance mondiale avec Arsenal

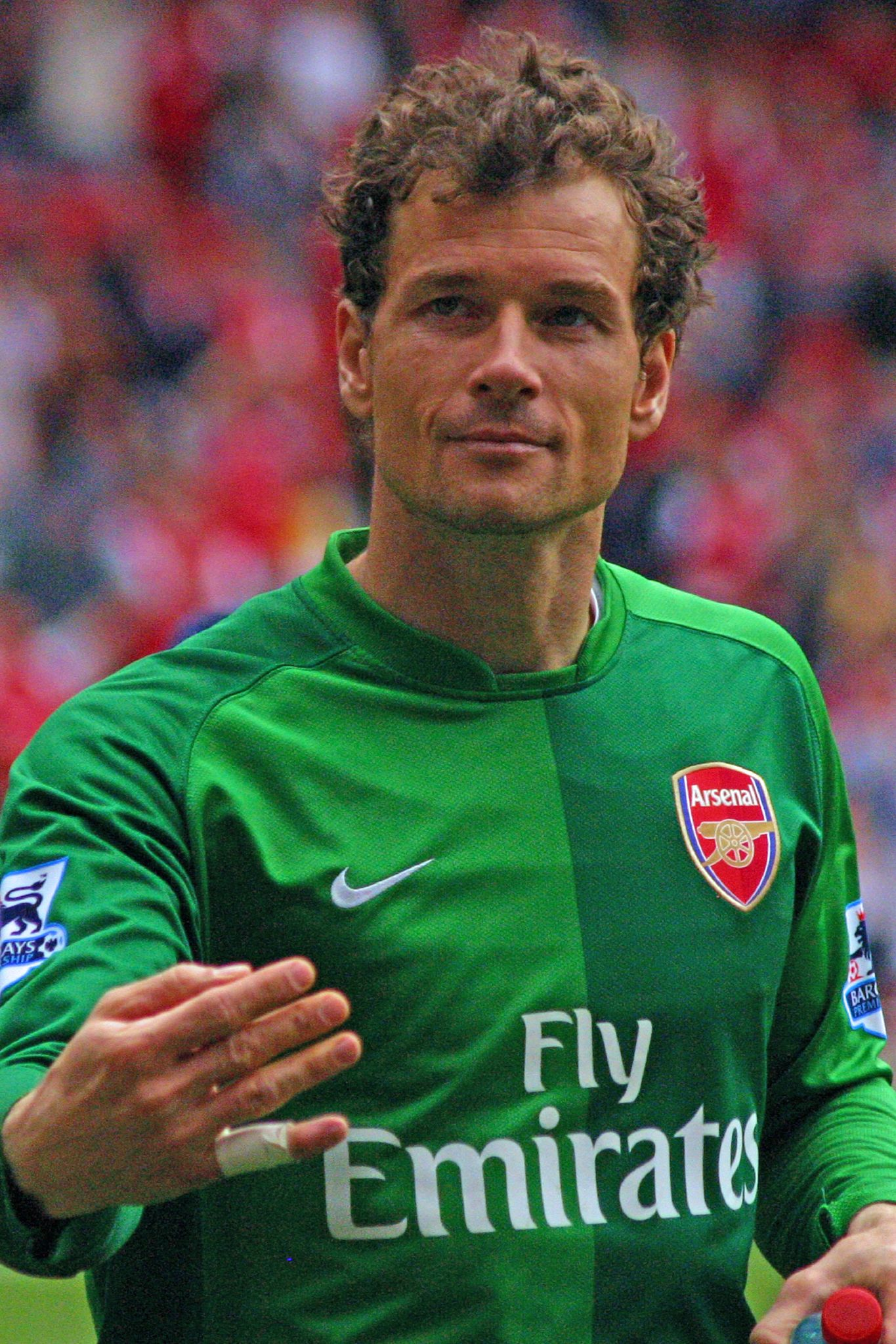
Jens Lehmann avec Arsenal en 2007.

À l'été 2003, Arsène Wenger et Arsenal cherchent un gardien international pour succéder à David Seaman, l'arrivée de Lehmann est officialisée le 25 juillet. 
Pour sa première saison, il ne rate aucun match et remporte le titre de champion d'Angleterre (sans concéder aucune défaite) ainsi que le Charity Shield. Il apporte un soutien convaincant à l'équipe londonienne. En 38 matchs Jens Lehmann concède seulement 26 buts. La saison en Ligue des Champions est plus mitigée avec une élimination en quarts de finale et une faute de main contre le rival anglais Chelsea au tour précédent.
La saison 2004-2005 est moins positive avec notamment deux penalty provoqués en phase de groupes de Ligue des champions contre le Panathinaikos. Cela lui vaudra de perdre temporairement sa place au profit de Manuel Almunia après une baisse de forme durant l'hiver. Après avoir temporairement parlé de faire ses adieux à Arsenal, il est de retour dans les buts pour la 26e journée de Premier League, le club ayant glissé à la 3e place du classement. Au cours des 13 derniers matchs de la saison, Lehmann ne concède que 7 buts et contribue à ce que le club londonien lutte finalement pour le titre. Arsenal avec son gardien allemand remporte la FA Cup 2005 contre Manchester United en finale grâce à un match de haut niveau de Jens Lehmann.
Durant la saison 2005-06, Lehmann vit à nouveau une saison pleine où il prend part aux 38 matchs de championnat et encaisse 31 buts. Lors de la dernière journée de la saison, l'équipe prend la 4e place qui permet de participer à la qualification pour la Ligue des Champions 2006-07. Lehmann participe à la finale de la Ligue des champions 2006, où il s'illustre en recevant un carton rouge dès la 19e minute après avoir essayé d'empêcher depuis l'extérieur de la surface de réparation un but de Samuel Eto'o. Jens Lehmann est invaincu durant 852 minutes en Ligue des Champions durant cette saison lui permettant d'établir un nouveau record. En avril 2006, Lehmann prolonge son contrat d'un an avec Arsenal. Et en août 2006, il est nommé "meilleur gardien" de la saison 2005-06 par l'UEFA.
Lors de la saison 2007-08 de Premier League, Lehmann subit une entorse de la capsule de la cheville, ce qui permet à Manuel Almunia d'éclore pour de bon. Malgré quelques erreurs, celui-ci est conforté dans sa place de titulaire après le retour de Lehmann. Un transfert lors de la pause hivernale n'est pas exclu. Toutefois, un retour au Borussia Dortmund après mûre réflexion est exclu. Le 4 mai 2008, Arsenal annonce que Lehmann quitte définitivement le club à la fin de la saison. Lors du dernier match à domicile contre Everton, il est remplacé juste avant la fin du match, pour lui permettre de dire au revoir aux supporters du club.

### Retour en Allemagne, au VfB Stuttgart
Le 3 juin 2008, il signe librement au VfB Stuttgart pour une année, avec en option une année supplémentaire.
Malgré un bon rendement lors du début de la saison 2008-2009, le club glisse à la 11e place de Bundesliga ce qui entraine le limogeage de l'entraîneur Armin Veh. Le nouveau patron de l'équipe à partir de novembre 2008, Markus Babbel, hisse le club à la 3e place qualificative pour la Ligue des Champions. Jens Lehmann joue chaque minute de championnat.
Jens Lehmann joue son dernier match international le 17 mars 2010 et une défaite 4-0 face au FC Barcelone en Ligue des Champions.
Le 8 mai 2010, lors du dernier match de la saison contre Hoffenheim  et après un match nul 1-1, Jens Lehmann annonce la fin de sa carrière.

### Dernière page à Arsenal
Début mars 2011, Arsenal rappelle le gardien allemand pour pallier les blessures de Lukasz Fabianski et de Wojciech Szczesny jusqu'à la fin de la saison. Il devient la doublure de Manuel Almunia. 
Celui-ci s'étant blessé à l'entraînement, Lehmann dispute son 200e match sous les couleurs d'Arsenal le 10 avril 2011 sur le terrain de Blackpool et participe à la victoire 3-1 de son équipe. Il est alors à 41 ans le joueur étranger le plus âgé à évoluer en Championnat d'Angleterre, ainsi qu'à porter le maillot d'Arsenal. 
Szczesny, remis de blessure, retrouve sa place de titulaire le 17 avril 2011 contre Liverpool (1-1), reléguant Lehmann sur le banc.

### En équipe nationale, remplaçant de Kahn (1998-2008)

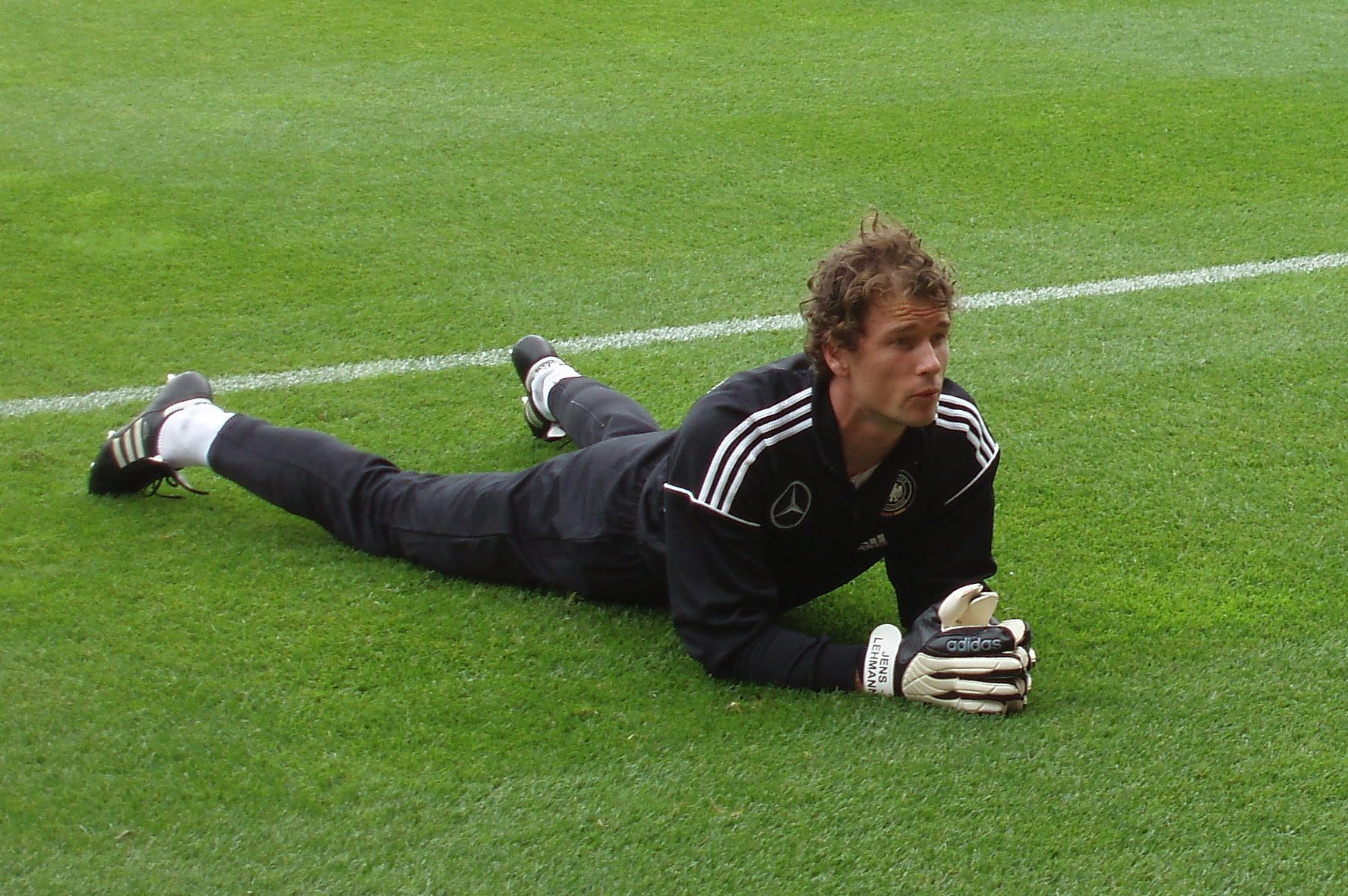
Jens Lehmann en sélection

International allemand à partir de 1998, Lehmann reste de longues années dans l'ombre d'Oliver Kahn, considéré à l'époque comme l'un des meilleurs gardiens du monde. Néanmoins, ses succès à Arsenal et la méforme de Kahn pendant la saison 2005-2006 le poussent à prétendre à la place de titulaire en sélection. Vivement contesté à la suite de quelques erreurs et ne parvenant pas à gagner sa place dans le cœur des supporters, tout comme en équipe nationale allemande, il affirme sa rivalité avec Oliver Kahn. La tension entre les deux joueurs est telle que Jürgen Klinsmann évite un temps de les appeler en même temps en sélection.
Lehmann est quand même préféré à Kahn par Klinsmann pour la Coupe du monde 2006, où il se distingue notamment en quart de finale contre l'Argentine en arrêtant deux penalties dans la séance des tirs au but. Il cède sa place à Kahn pour la petite finale contre le Portugal. Kahn dispute alors son dernier match pour la Nationalmannschaft, tandis que Lehmann continuera en tant que numéro un dans l'équipe de Joachim Löw jusqu'à l'Euro 2008.
Son statut de remplaçant à Arsenal à cette époque lui fait craindre un moment pour sa sélection pour l'Euro 2008. Lehmann est quand même retenu dans l'effectif et dispute tous les matchs jusqu'à la finale perdue contre l'Espagne (0-1). Il prend sa retraite internationale à 38 ans à l'issue de ce tournoi, comme il l'avait indiqué précédemment.
Performant avec le VfB Stuttgart, il annonce début 2009 son intention de revenir en sélection, sans jamais être appelé.

## Statistiques
| Club              | Saison       | Ligue          | Ligue | Ligue | Coupe nationale | Coupe nationale | Coupe de la ligue | Coupe de la ligue | Europe | Europe | Autre | Autre | Total | Total |
| Club              | Saison       | Division       | M     | B     | M               | B               | M                 | B                 | M      | B      | M     | B     | M     | B     |
| ----------------- | ------------ | -------------- | ----- | ----- | --------------- | --------------- | ----------------- | ----------------- | ------ | ------ | ----- | ----- | ----- | ----- |
| Schalke 04        | 1988–89      | 2. Bundesliga  | 13    | 0     | 3               | 0               | —                 | —                 | —      | —      | —     | —     | 16    | 0     |
| Schalke 04        | 1989–90      | 2. Bundesliga  | 27    | 0     | 0               | 0               | —                 | —                 | —      | —      | —     | —     | 27    | 0     |
| Schalke 04        | 1990–91      | 2. Bundesliga  | 34    | 0     | 1               | 0               | —                 | —                 | —      | —      | —     | —     | 35    | 0     |
| Schalke 04        | 1991–92      | Bundesliga     | 37    | 0     | 1               | 0               | —                 | —                 | —      | —      | —     | —     | 38    | 0     |
| Schalke 04        | 1992–93      | Bundesliga     | 8     | 0     | 2               | 0               | —                 | —                 | —      | —      | —     | —     | 10    | 0     |
| Schalke 04        | 1993–94      | Bundesliga     | 21    | 0     | 1               | 0               | —                 | —                 | —      | —      | —     | —     | 22    | 0     |
| Schalke 04        | 1994–95      | Bundesliga     | 34    | 1     | 4               | 0               | —                 | —                 | —      | —      | —     | —     | 38    | 1     |
| Schalke 04        | 1995–96      | Bundesliga     | 32    | 0     | 3               | 0               | —                 | —                 | —      | —      | —     | —     | 35    | 0     |
| Schalke 04        | 1996–97      | Bundesliga     | 34    | 0     | 2               | 0               | —                 | —                 | 12     | 0      | —     | —     | 48    | 0     |
| Schalke 04        | 1997–98      | Bundesliga     | 34    | 1     | 2               | 0               | —                 | —                 | 7      | 0      | —     | —     | 43    | 1     |
| Schalke 04        | Total        | Total          | 274   | 2     | 19              | 0               | 0                 | 0                 | 19     | 0      | 0     | 0     | 312   | 2     |
| AC Milan          | 1998–99      | Serie A        | 5     | 0     | 1               | 0               | —                 | —                 | —      | —      | —     | —     | 6     | 0     |
| Borussia Dortmund | 1998–99      | Bundesliga     | 13    | 0     | 0               | 0               | —                 | —                 | —      | —      | —     | —     | 13    | 0     |
| Borussia Dortmund | 1999–2000    | Bundesliga     | 31    | 0     | 0               | 0               | 2                 | 0                 | 12     | 0      | —     | —     | 45    | 0     |
| Borussia Dortmund | 2000–01      | Bundesliga     | 31    | 0     | 3               | 0               | —                 | —                 | —      | —      | —     | —     | 34    | 0     |
| Borussia Dortmund | 2001–02      | Bundesliga     | 30    | 0     | 0               | 0               | 2                 | 0                 | 17     | 0      | —     | —     | 49    | 0     |
| Borussia Dortmund | 2002–03      | Bundesliga     | 24    | 0     | 0               | 0               | 0                 | 0                 | 12     | 0      | —     | —     | 36    | 0     |
| Borussia Dortmund | 2003–04      | Bundesliga     | —     | —     | —               | —               | 2                 | 0                 | —      | —      | —     | —     | 2     | 0     |
| Borussia Dortmund | Total        | Total          | 129   | 0     | 3               | 0               | 6                 | 0                 | 41     | 0      | 0     | 0     | 179   | 0     |
| Arsenal FC        | 2003–04      | Premier League | 38    | 0     | 5               | 0               | 0                 | 0                 | 10     | 0      | 1     | 0     | 54    | 0     |
| Arsenal FC        | 2004–05      | Premier League | 28    | 0     | 5               | 0               | 0                 | 0                 | 7      | 0      | 1     | 0     | 41    | 0     |
| Arsenal FC        | 2005–06      | Premier League | 38    | 0     | 0               | 0               | 0                 | 0                 | 8      | 0      | 1     | 0     | 47    | 0     |
| Arsenal FC        | 2006–07      | Premier League | 36    | 0     | 0               | 0               | 0                 | 0                 | 8      | 0      | —     | —     | 44    | 0     |
| Arsenal FC        | 2007–08      | Premier League | 7     | 0     | 3               | 0               | 0                 | 0                 | 3      | 0      | —     | —     | 13    | 0     |
| Arsenal FC        | Total        | Total          | 147   | 0     | 13              | 0               | 0                 | 0                 | 36     | 0      | 3     | 0     | 199   | 0     |
| VfB Stuttgart     | 2008–09      | Bundesliga     | 34    | 0     | 3               | 0               | —                 | —                 | 10     | 0      | —     | —     | 47    | 0     |
| VfB Stuttgart     | 2009–10      | Bundesliga     | 31    | 0     | 2               | 0               | —                 | —                 | 10     | 0      | —     | —     | 43    | 0     |
| VfB Stuttgart     | Total        | Total          | 65    | 0     | 5               | 0               | 0                 | 0                 | 20     | 0      | 0     | 0     | 90    | 0     |
| Arsenal           | 2010–11      | Premier League | 1     | 0     | 0               | 0               | 0                 | 0                 | 0      | 0      | —     | —     | 1     | 0     |
| Career total      | Career total | Career total   | 621   | 2     | 41              | 0               | 6                 | 0                 | 116    | 0      | 3     | 0     | 787   | 2     |

1. ↑  Inclut FA Community Shield

## Palmarès

### Club
- Vainqueur de la Coupe de l'UEFA en 1997 avec Schalke 04
- Champion d'Italie en 1999 avec le Milan AC
- Champion d'Allemagne en 2002 avec le Borussia Dortmund
- Champion d'Angleterre en 2004 avec Arsenal
- Vainqueur de la Coupe d'Angleterre en 2005 avec Arsenal
- Vainqueur du Community Shield en 2004 avec Arsenal
- Champion d'Allemagne de Division 2 en 1991 avec Schalke 04
- Finaliste de la Ligue des Champions en 2006 avec Arsenal
- Finaliste de la Coupe de l'UEFA en 2002 avec le Borussia Dortmund

### EnÉquipe d'Allemagne
- 61 sélections entre 1998 et 2008
- Participation à la Coupe du Monde en 1998 (1/4 de finaliste), en 2002 (Finaliste) et en 2006 (3e)
- Participation au Championnat d'Europe des Nations en 2000 (Premier Tour), en 2004 (Premier Tour) et en 2008 (Finaliste)

### Distinctions individuelles
- Élu Meilleur gardien de l'année UEFA en 2006
- Élu Meilleur gardien de la Ligue des Champions en 2006